# اچ‌ام‌اس امپرور (دی۹۸)
اچ‌ام‌اس امپرور (دی۹۸) (به انگلیسی: HMS Emperor (D98)) یک کشتی بود که طول آن ۴۹۲ فوت (۱۵۰ متر) بود. این کشتی در سال ۱۹۴۲ ساخته شد.